# Everlasting Love (chanson)
Pour les articles homonymes, voir Everlasting Love.
Singles de Robert Knight (en)
Blessed Are the Lonely
(1967)
Everlasting Love est une chanson de musique soul écrite et composée par Buzz Cason et Mac Gayden et enregistrée pour la première fois par le chanteur américain Robert Knight (en) en 1967.
Chanson à succès, elle a été reprise par bon nombre d'artistes dans différents genres musicaux.

## Plusieurs versions à succès
Années 1960
Everlasting Love est le premier single de la carrière de Robert Knight, sorti en juin 1967. Il connaît le succès aux États-Unis, se classant 13e du Billboard Hot 100, ainsi qu'au Canada (26e du Top 100). Au Royaume-Uni, il se contente de la 40e place, surpassé par la reprise plus orientée pop du groupe britannique Love Affair qui se classe no 1 fin janvier 1968.
Ressortie au Royaume-Uni en 1974, la version de Robert Knight a grimpé jusqu'à la 19e place des charts.
Le succès de la reprise de Love Affair gagne d'autres pays en Europe ainsi que l'Afrique du Sud et l'Australie où elle atteint la 36e position mais est supplantée par une autre version de la chanson interprétée par le groupe australien Town Criers (13e). Elle n'entre pas dans les hit-parades américains.
Steve Ellis, le jeune chanteur de Love Affair (alors âgé de 17 ans), est le seul membre du groupe présent sur le single. En effet, les producteurs, qui n'étaient pas satisfaits d'un premier enregistrement de la chanson, ont fait appel à des musiciens de studio plus expérimentés qui ont bouclé l'enregistrement en deux prises.
Années 1970
En 1974, la version disco du chanteur américain Carl Carlton (en) est un succès aux États-Unis et au Canada, respectivement 6e et 19e du classement des ventes de singles. La même année, le chanteur australien Doug Parkinson (en) atteint la 22e place dans son pays avec sa propre version.
La chanteuse néerlandaise Patricia Paay se place 25e dans l'Ultratop 50 Singles en Belgique en 1978 avec sa version disco.
Années 1980
En 1981, Everlasting Love est interprétée en duo par Rex Smith et Rachel Sweet (en). Le single entre dans le Top 10 en Suisse et se place dans le Top 40 de plusieurs autres pays.
Enregistrée par la chanteuse pop allemande Sandra, la chanson est de nouveau un tube en Europe en 1987. L'année suivante, un remix élargit le succès en Australie, en Afrique du Sud, et entre dans les classements de dance aux États-Unis et au Canada.
Le groupe U2 a lui aussi repris Everlasting Love. Cette interprétation figure en face B du single All I Want Is You sorti en juin 1989,. La reprise entre dans le classement Alternative Songs du Billboard aux États-Unis puis en janvier 1990 dans les hit-parades néerlandais et belges.
Années 1990
En 1993 le boys band Worlds Apart ajoute la chanson à son répertoire. Elle se classe au Royaume-Uni, en Irlande et en Allemagne. Trois ans plus tard, c'est un tube en Belgique et surtout en France avec une 4e place et une certification disque d'or.
Gloria Estefan l'enregistre à son tour, décrochant notamment la 1re place du Hot Dance Club Songs aux États-Unis en février 1995.
En 1998, Everlasting Love fait l'objet d'un single caritatif au bénéfice de l'association Children in Need enregistré par les acteurs de la série télévisée britannique Casualty. Il se classe 5e du UK Singles Chart.
Années 2000
La version jazz interprétée par Jamie Cullum en 2004, tirée de la bande originale du film Bridget Jones : L'Âge de raison, a les honneurs des hit-parades de plusieurs pays européens.
Une version techno par le groupe Mysterio fait une brève apparition dans les charts allemands en 2005.

## Autres reprises et adaptations
La chanson a été adaptée en plusieurs langues.
Deux versions en français sortent en 1968 : L'Amour me pardonne, chantée par Nicoletta avec des paroles écrites par Eddy Mitchell, et Plus je te vois, plus je te veux, interprétée par Joe Dassin avec des paroles de Jean-Michel Rivat et Frank Thomas, reprise en 1993 par Dominique Dalcan.
Le groupe Ricchi e poveri l'interprète en italien sous le titre L'Ultimo amore en 1968. Il s'agit du premier single du groupe.
En 2011, le chanteur belge Willy Sommers la chante en néerlandais sous le titre Liefde voor altijd et obtient du succès dans son pays, se classant 18e de l'Ultratop 50 flamand.

## Utilisation au cinéma
La version du groupe Love Affair est utilisée dans le film Belfast de Kenneth Branagh sorti en 2021, dans une scène où les personnages chantent et dansent sur cette chanson.

## Classements hebdomadaires
| Classement (1967-1968)         | Meilleure position |
| ------------------------------ | ------------------ |
| Canada (RPM Top Singles)       | 26                 |
| États-Unis (Billboard Hot 100) | 13                 |
| Royaume-Uni (UK Singles Chart) | 40                 |

| Classement (1974)              | Meilleure position |
| ------------------------------ | ------------------ |
| Royaume-Uni (UK Singles Chart) | 19                 |

| Classement (1968)                       | Meilleure position |
| --------------------------------------- | ------------------ |
| Afrique du Sud (Springbok Radio)        | 9                  |
| Allemagne (Media Control AG)            | 12                 |
| Australie (Kent Music Report)           | 36                 |
| Autriche (Ö3 Austria Top 40)            | 12                 |
| Belgique (Flandre Ultratop 50 Singles)  | 15                 |
| Belgique (Wallonie Ultratop 50 Singles) | 31                 |
| Norvège (VG-lista)                      | 6                  |
| Pays-Bas (Nederlandse Top 40)           | 13                 |
| Pays-Bas (Single Top 100)               | 12                 |
| Royaume-Uni (UK Singles Chart)          | 1                  |
| Suisse (Schweizer Hitparade)            | 6                  |

| Classement (1968)             | Meilleure position |
| ----------------------------- | ------------------ |
| Australie (Kent Music Report) | 13                 |

| Classement (1974)              | Meilleure position |
| ------------------------------ | ------------------ |
| Canada (RPM Top Singles)       | 19                 |
| États-Unis (Billboard Hot 100) | 6                  |

| Classement (1974)             | Meilleure position |
| ----------------------------- | ------------------ |
| Australie (Kent Music Report) | 22                 |

| Classement (1978)                      | Meilleure position |
| -------------------------------------- | ------------------ |
| Belgique (Flandre Ultratop 50 Singles) | 25                 |

| Classement (1981)                | Meilleure position |
| -------------------------------- | ------------------ |
| Afrique du Sud (Springbok Radio) | 11                 |
| Australie (Kent Music Report)    | 41                 |
| États-Unis (Billboard Hot 100)   | 32                 |
| Royaume-Uni (UK Singles Chart)   | 35                 |
| Suisse (Schweizer Hitparade)     | 9                  |

| Classement (1987-1989)                 | Meilleure position |
| -------------------------------------- | ------------------ |
| Afrique du Sud (Springbok Radio)       | 6                  |
| Allemagne (GfK Entertainment)          | 5                  |
| Australie (Kent Music Report)          | 72                 |
| Autriche (Ö3 Austria Top 40)           | 6                  |
| Belgique (Flandre Ultratop 50 Singles) | 14                 |
| France (SNEP)                          | 12                 |
| Italie (FIMI)                          | 19                 |
| Pays-Bas (Nederlandse Top 40)          | 8                  |
| Pays-Bas (Single Top 100)              | 12                 |
| Royaume-Uni (UK Singles Chart)         | 45                 |
| Suisse (Schweizer Hitparade)           | 5                  |

| Classement (1989-1990)                 | Meilleure position |
| -------------------------------------- | ------------------ |
| Belgique (Flandre Ultratop 50 Singles) | 32                 |
| États-Unis (Alternative Songs)         | 11                 |
| Pays-Bas (Nederlandse Top 40)          | 10                 |
| Pays-Bas (Single Top 100)              | 10                 |

| Classement (1993-1997)                  | Meilleure position |
| --------------------------------------- | ------------------ |
| Allemagne (GfK Entertainment)           | 40                 |
| Belgique (Flandre Ultratop 50 Singles)  | 33                 |
| Belgique (Wallonie Ultratop 50 Singles) | 29                 |
| France (SNEP)                           | 4                  |
| Irlande (IRMA)                          | 23                 |
| Royaume-Uni (UK Singles Chart)          | 20                 |

| Classement (1995)                 | Meilleure position |
| --------------------------------- | ------------------ |
| Australie (ARIA)                  | 29                 |
| Canada (RPM Top Singles)          | 19                 |
| États-Unis (Billboard Hot 100)    | 27                 |
| États-Unis (Hot Dance Club Songs) | 1                  |
| Nouvelle-Zélande (RMNZ)           | 24                 |
| Pays-Bas (Single Top 100)         | 43                 |
| Royaume-Uni (UK Singles Chart)    | 19                 |

| Classement (1998)              | Meilleure position |
| ------------------------------ | ------------------ |
| Royaume-Uni (UK Singles Chart) | 5                  |

| Classement (2004)              | Meilleure position |
| ------------------------------ | ------------------ |
| Danemark (Tracklisten)         | 13                 |
| Pays-Bas (Nederlandse Top 40)  | 35                 |
| Pays-Bas (Single Top 100)      | 19                 |
| Royaume-Uni (UK Singles Chart) | 20                 |

| Classement (2005)             | Meilleure position |
| ----------------------------- | ------------------ |
| Allemagne (GfK Entertainment) | 87                 |

## Certifications
| Pays              | Certification | Date       | Unités certifiées |
| ----------------- | ------------- | ---------- | ----------------- |
| Royaume-Uni (BPI) | Or            | 26/07/2024 | 400 000           |

| Pays             | Certification | Date       | Unités certifiées |
| ---------------- | ------------- | ---------- | ----------------- |
| Allemagne (BVMI) | Or            | 1988       | 250 000           |
| Belgique (BEA)   | Or            | 13/10/2007 | 25 000            |
| France (SNEP)    | Argent        | 1987       | 250 000           |

| Pays          | Certification | Date       | Unités certifiées |
| ------------- | ------------- | ---------- | ----------------- |
| France (SNEP) | Or            | 21/01/1997 | 250 000           |